# Wzgórza Warszewskie
Wzgórza Warszewskie (najwyższy punkt: Wielecka Góra 131 m n.p.m.) – wzgórza morenowe wchodzące w skład Wzniesień Szczecińskich częściowo w granicach administracyjnych Szczecina (dzielnice Północ i Zachód), pozostała część, tj. część północno-zachodnia, w powiecie polickim (osiedle Mścięcino w Policach, wsie Siedlice, Przęsocin, Leśno Górne). 

## Charakterystyka
Północna i centralna część Wzgórz Warszewskich porośnięta jest przez Puszczę Wkrzańską (tu liczne szlaki turystyczne), natomiast południowa jest bardziej zurbanizowana, bezleśna i częściowo zajęta pod zabudowę (w przewadze jednorodzinną). Silny kontrast krajobrazowy z Doliną Dolnej Odry sprawia, że wierzchołki wzgórz stanowią doskonałe punkty widokowe na Wzgórza Bukowe, Równinę Goleniowską, jezioro Dąbie i Zalew Szczeciński (z niektórych wzgórz na Stołczynie i Skolwinie, przy dobrej widoczności, można dostrzec klify Wyspy Wolin). Cechą charakterystyczną są liczne doliny niewielkich potoków przecinające wzgórza (m.in. Osówka, Arkonka, Gręziniec, Grzybnica, Przęsocińska Struga, Skolwinka, Stołczynka), a także strome zakończenie wzgórz ku dolinie Odry.
Nazwa pochodzi od nazwy wsi Warszewo – obecnie osiedla Szczecina.
W obrębie Wzgórz Warszewskich czasami wyróżnia się: 
- Płaskowzgórze Przęsocińskie
- Płaskowzgórze Warszewskie

## Punkty widokowe
- Uroczysko Skolwin (Skolwin) – wzgórza przy ul. Plażowej i ul. Karpackiej
- Uroczysko Trzech Strumieni, Babin (Stołczyn) – wzgórza przy ul. Celulozowej i ul. Ornej
- Uroczysko Kupały (Gocław) – Zielone Wzgórze z Wieżą Gocławską, Wzgórze Gajowe, Góra Grochowa
- Wzgórze Kupały (Golęcino) – przy ul. Białogórskiej
- Odolany (Warszewo) – wzgórza przy ul. Wkrzańskiej i ul. Łącznej
- Dolina (Żelechowa) – wzgórza przy ul. Ostrowskiej i Bogumińskiej
- Sienno (Żelechowa) – wzgórza przy ul. Łącznej, ul. Piaskowej i ul. Hożej
- Skoki (Skolwin) – wzgórza przy ul. Kamiennej
- Wzgórze Arkońskie (Warszewo) – przy ul. Duńskiej i ul. Belgijskiej
- Skarpa Bukowska (Bukowo) – przy ul. Okólnej

## Galeria

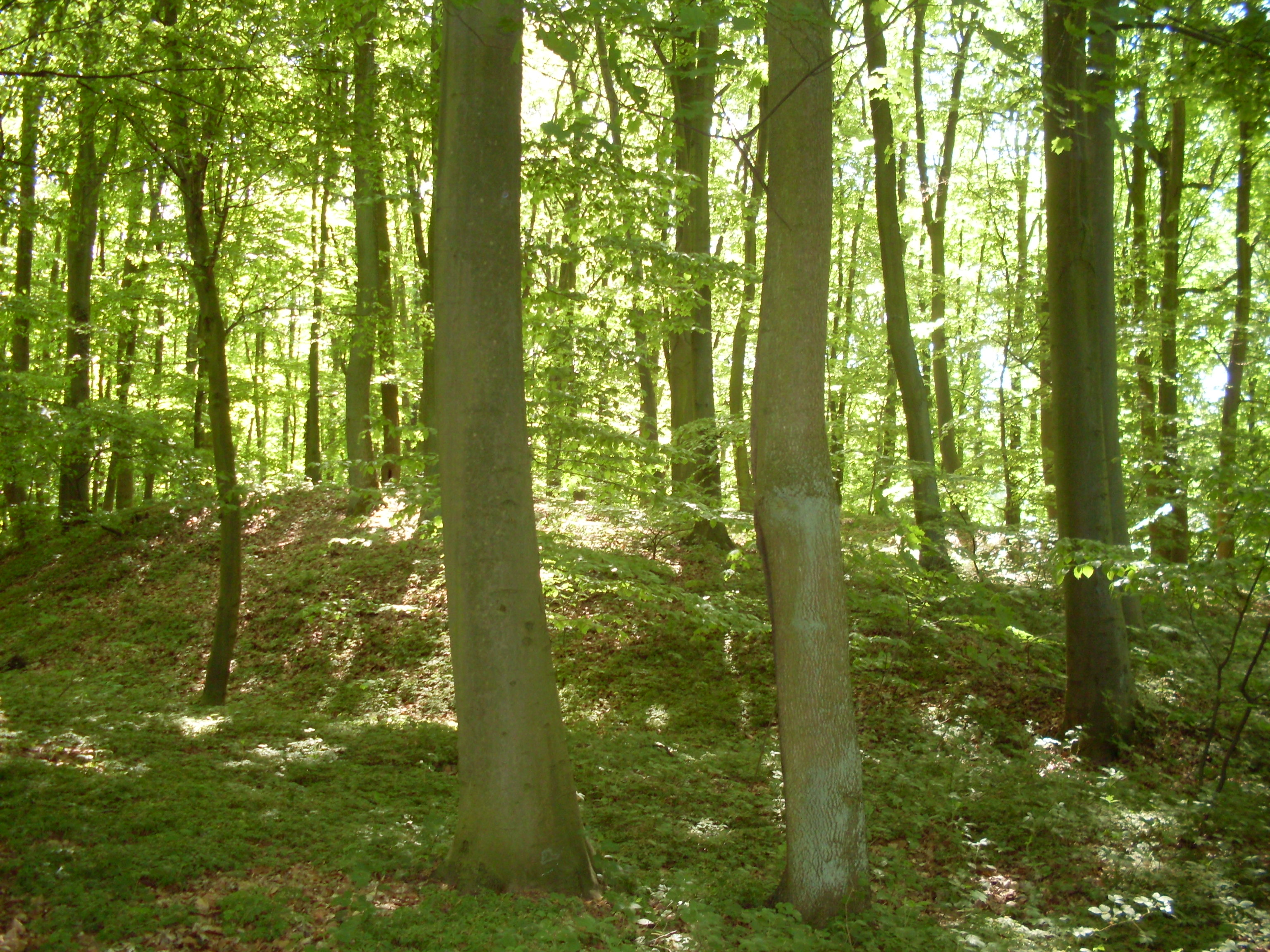
Obrzeża Wzgórz porośnięte przez Puszczę Wkrzańską, (Police – Mścięcino)
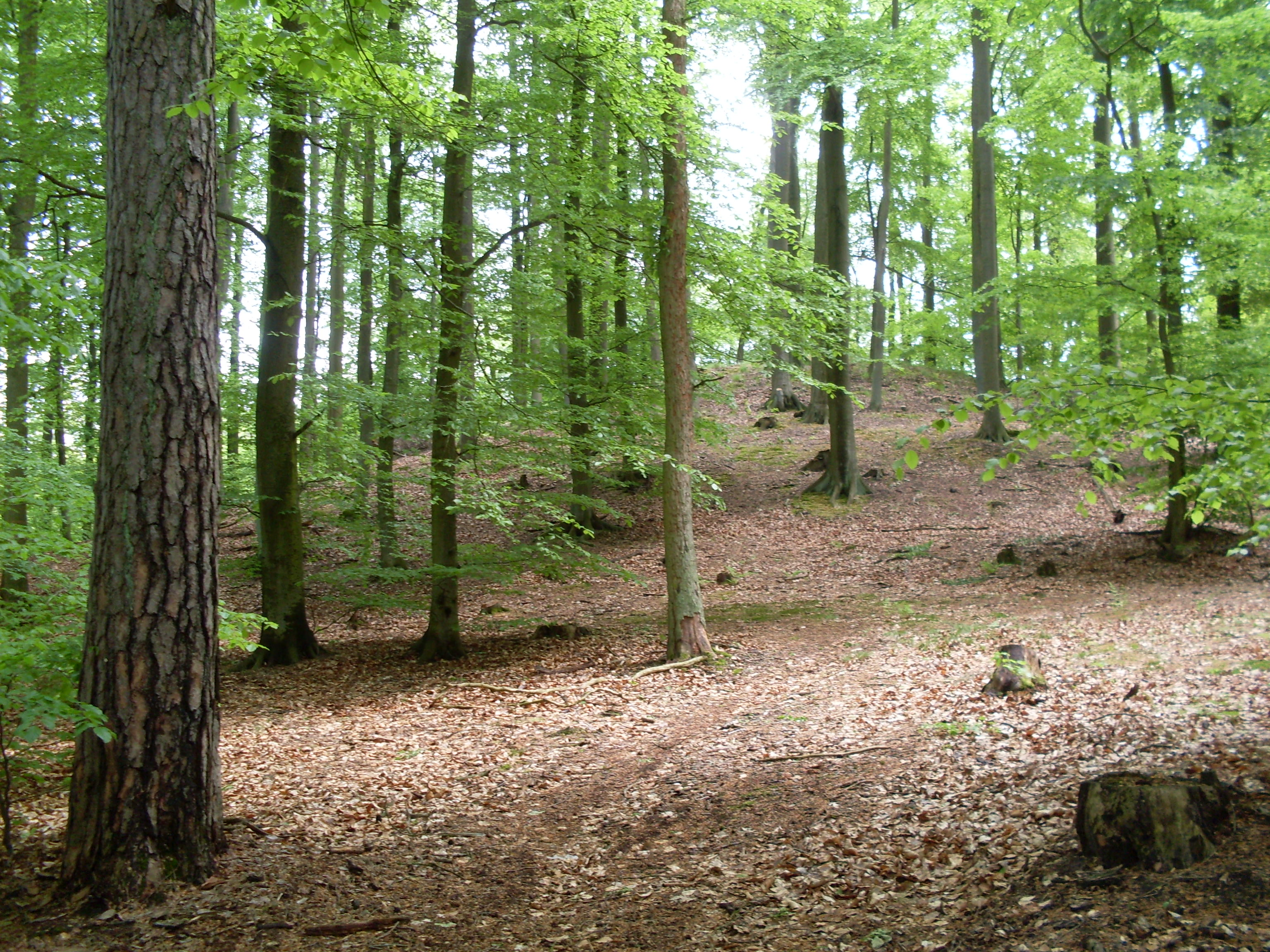
Okolice wsi Siedlice koło Polic
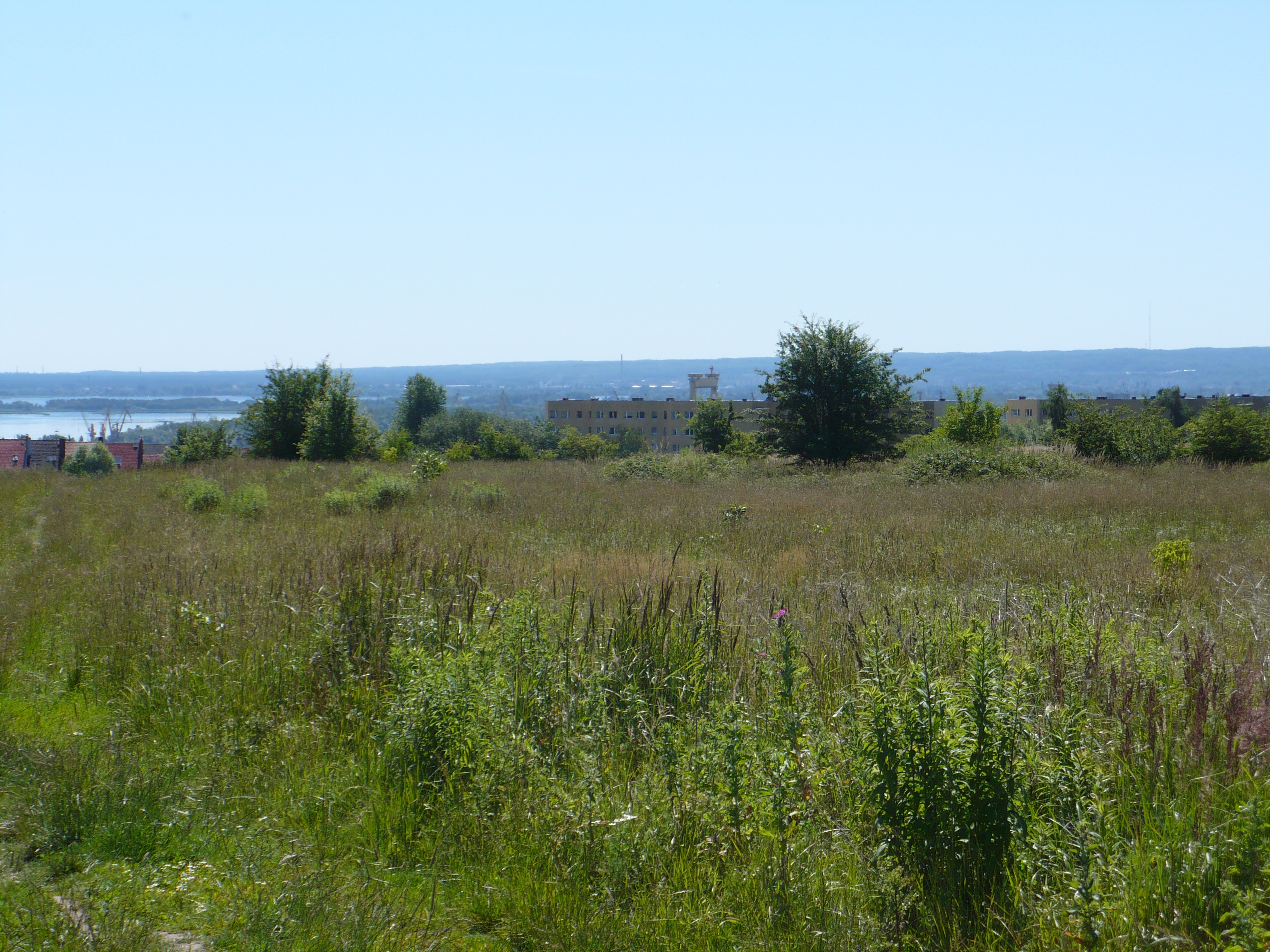
Odolany – polana widokowa. W tle Wzgórza Bukowe
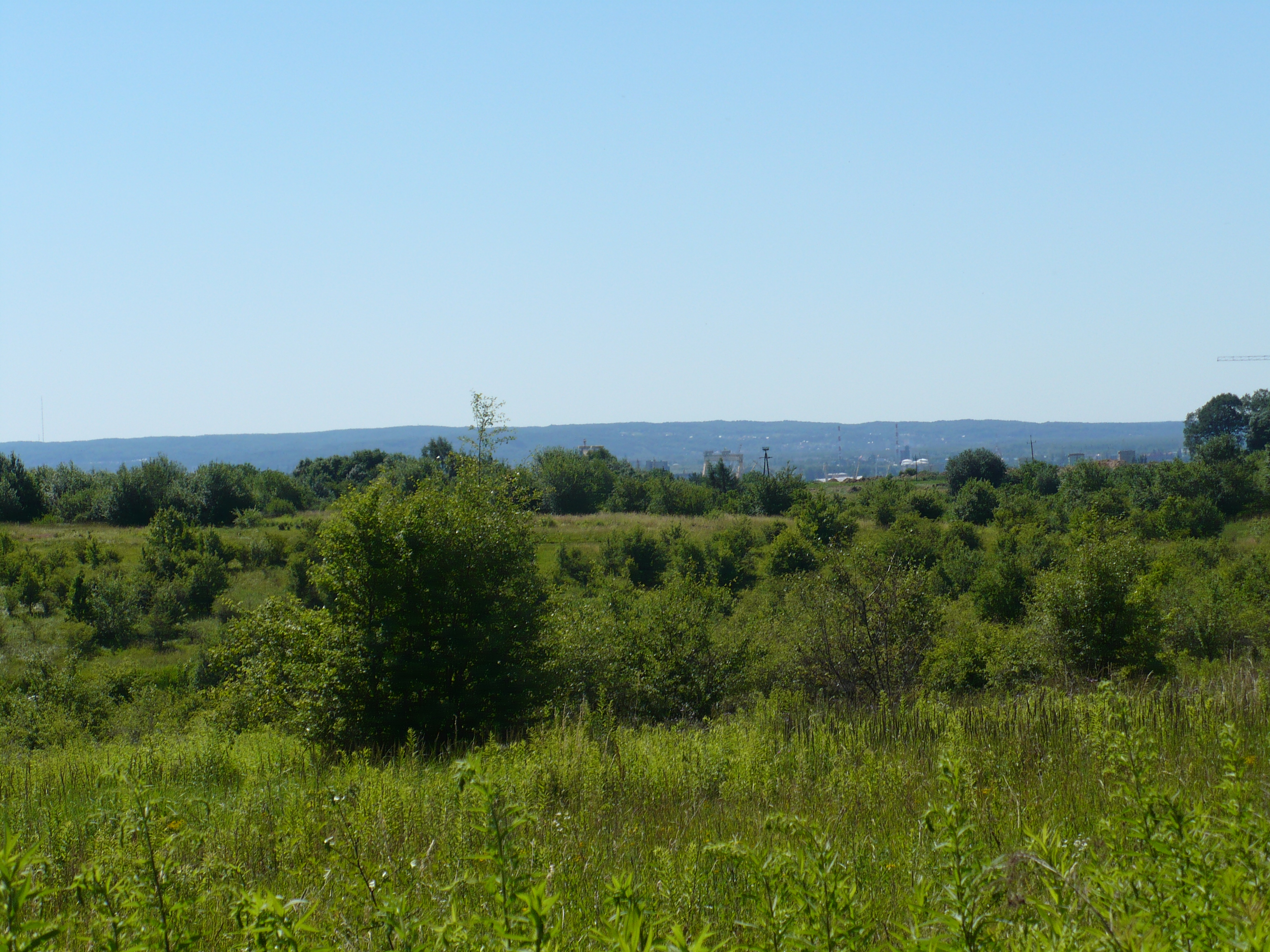
Sienno. W tle Wzgórza Bukowe
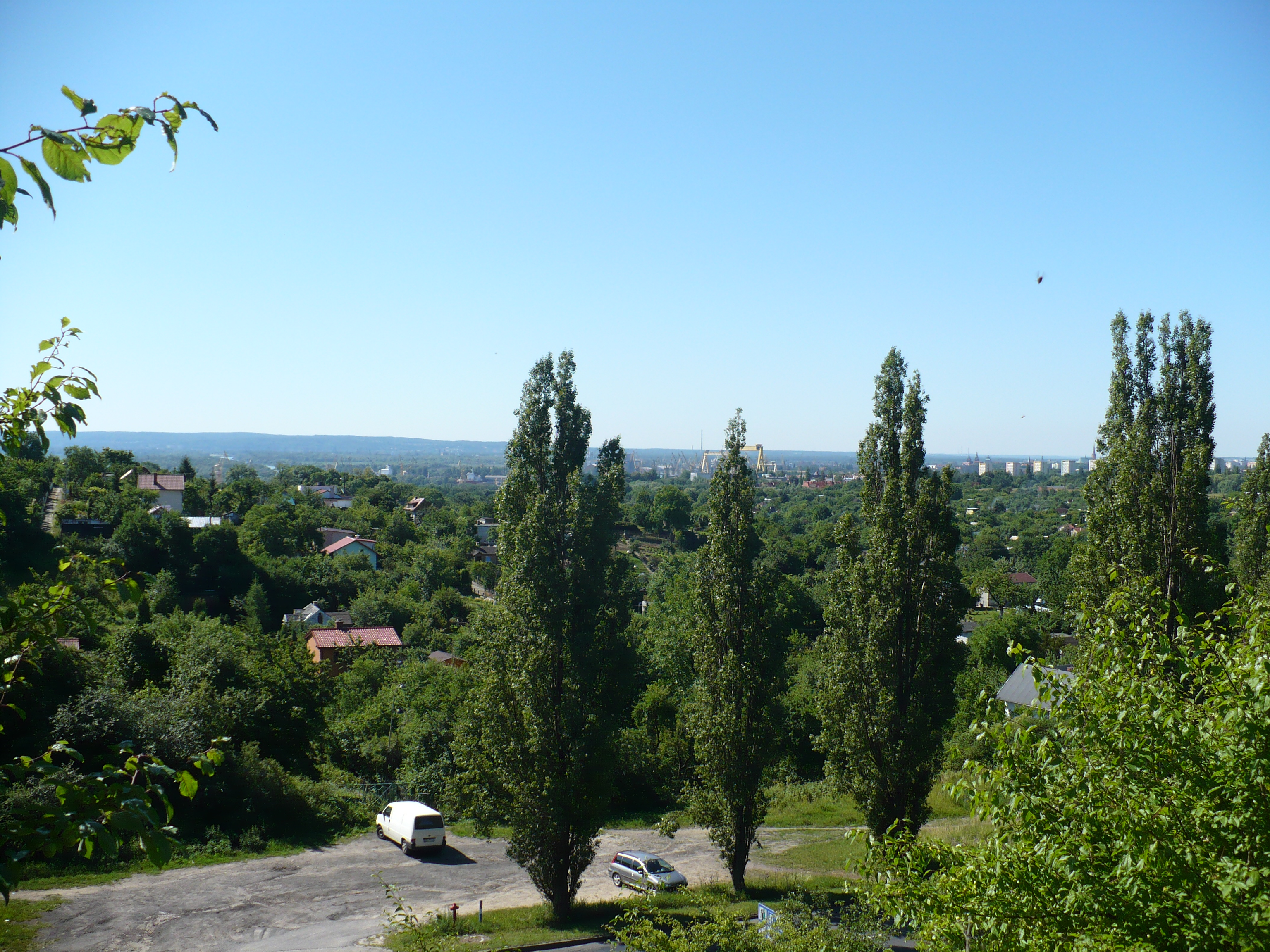
Skarpa Bukowska – ogrody działkowe przy ul. Bogumińskiej
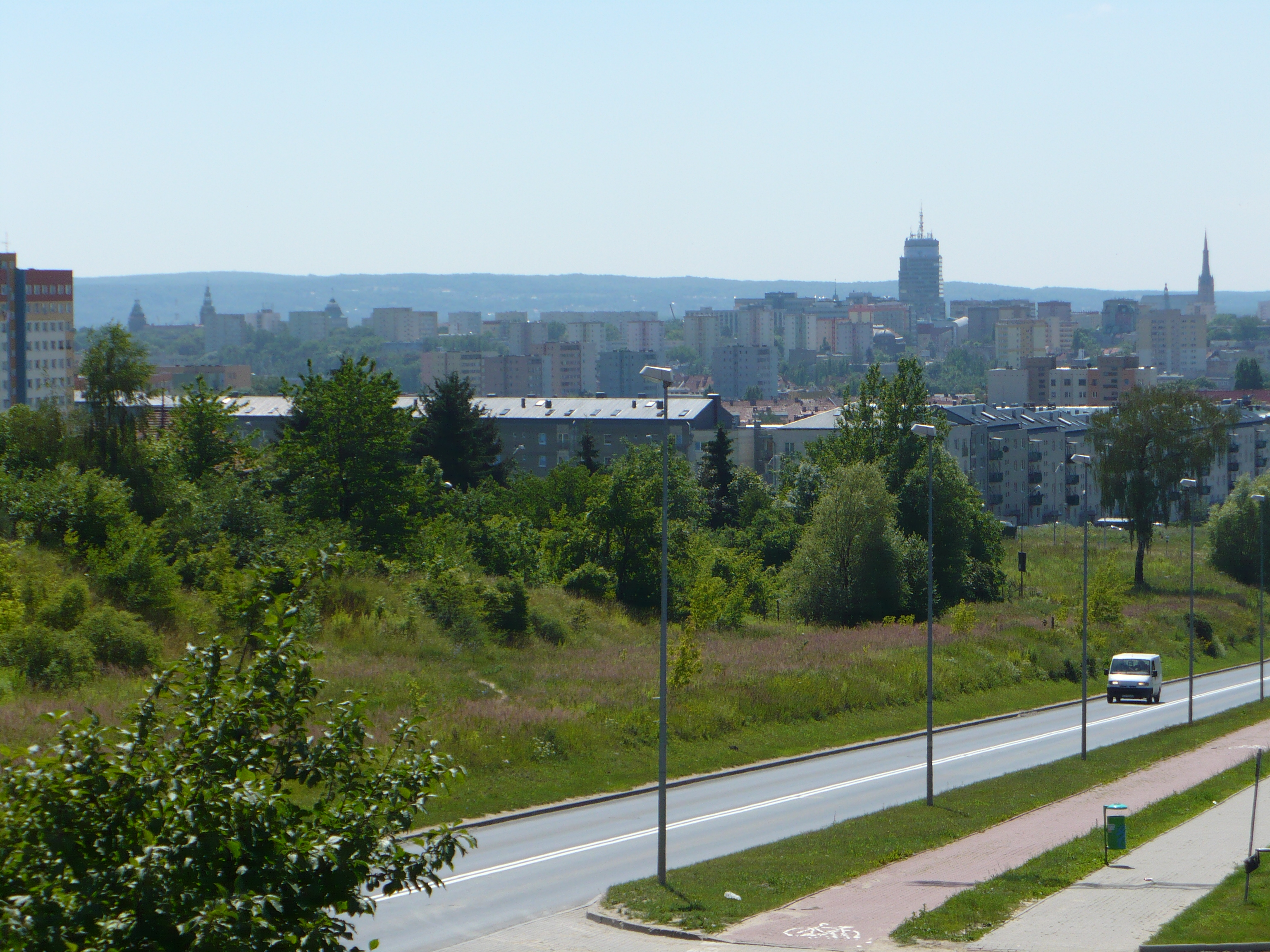
Niebuszewo i Śródmieście-Północ ze Wzgórza Arkońskiego przy ul. Duńskiej. Dalej Centrum i Wzgórza Bukowe
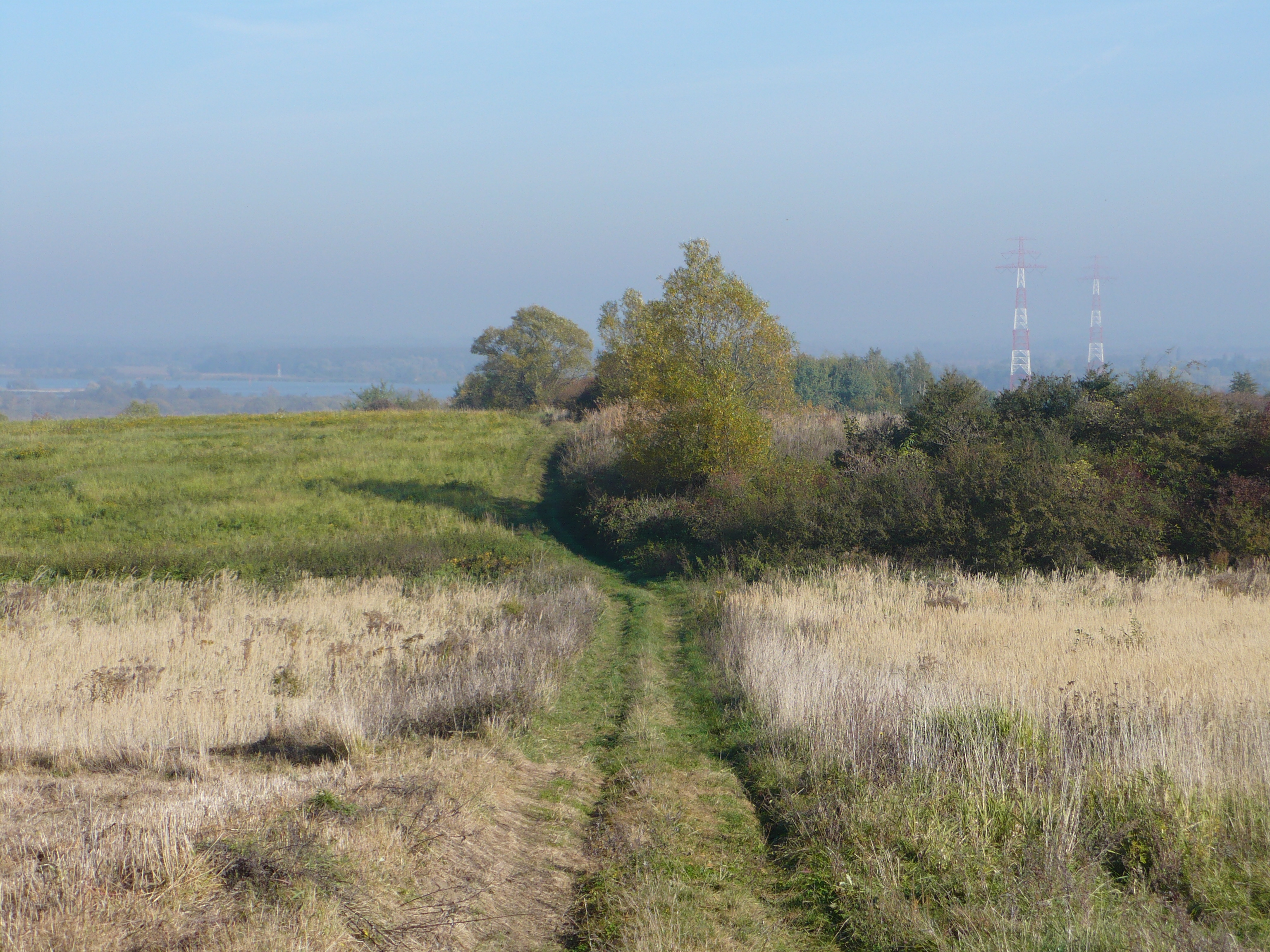
Okolice Przęsocina